# Amolo
Amolo är en ort i Mexiko.   Den ligger i kommunen Xochiatipan och delstaten Hidalgo, i den sydöstra delen av landet, 180 km nordost om huvudstaden Mexico City. Amolo ligger 342 meter över havet och antalet invånare är 189.
Terrängen runt Amolo är kuperad. Runt Amolo är det ganska tätbefolkat, med 116 invånare per kvadratkilometer. Närmaste större samhälle är Xochiatipan de Castillo, 2,8 km söder om Amolo. I omgivningarna runt Amolo växer huvudsakligen savannskog.